# Gănești
Gănești é uma comuna romena localizada no distrito de Mureș, na região histórica da Transilvânia. A comuna possui uma área de 57.90 km² e sua população era de 3987 habitantes segundo o censo de 2007.